# برج الصراط
برج الصراط هو حصن يقع غرب السور البحري بمدينة الرباط في المغرب ، على بعد 0.45 ميل من جنوب غرب رصيف الميناء على مسافة مشابهة من حصن روتمبورغ وقصبة الأوداية.

## الهندسة المعمارية
قام المهندس أحمد الإنجليزي في 1775-1776 بتصميم البرج فوق منحدر يطل على المحيط الأطلسي. كان ذلك في عهد السلطان محمد الثالث للدفاع عن الساحل مع برج السقالة وبرج الدار.
صمم الحصن كشبه منحرف منتظم يبلغ قياس جوانبه 76,9 متر و 46,65 متر. ويتم رفعه ويمكن الوصول إليه عبر منحدر على طول 25 متر وعرض 4 متر . تم بناؤه لتسهيل مرور المدافع و يربط الفناء بباب الوصول الفردي بقوس مرتفع نصف دائري ، يقع على الوجه الجنوبي ويتيح الوصول إلى منصة في الهواء الطلق تمثل الفناء والذي كان من المقرر أن يكون ميدان تدريب للجنود وكمخزن للمدافع التي ستوضع أمام المزغل.
يحد الفناء من الشرق والشمال والغرب حاجز تم بنائه باستعمال قطع الحجر الكبيرة. اخترقت هذه القلعة في في الشرق والشمال والغرب وجوه مع تسعة عشر مزغل من أجل الحماية من الهجمات البحرية.

## معرض الصور

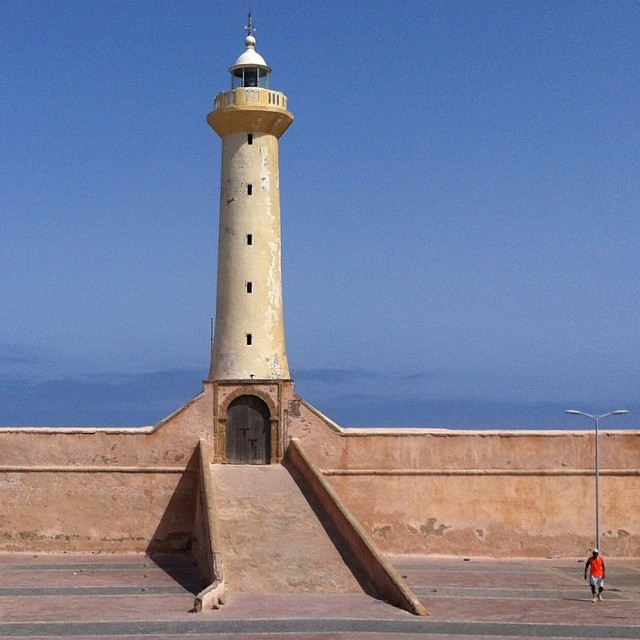
برج الصراط ومنارة الرباط
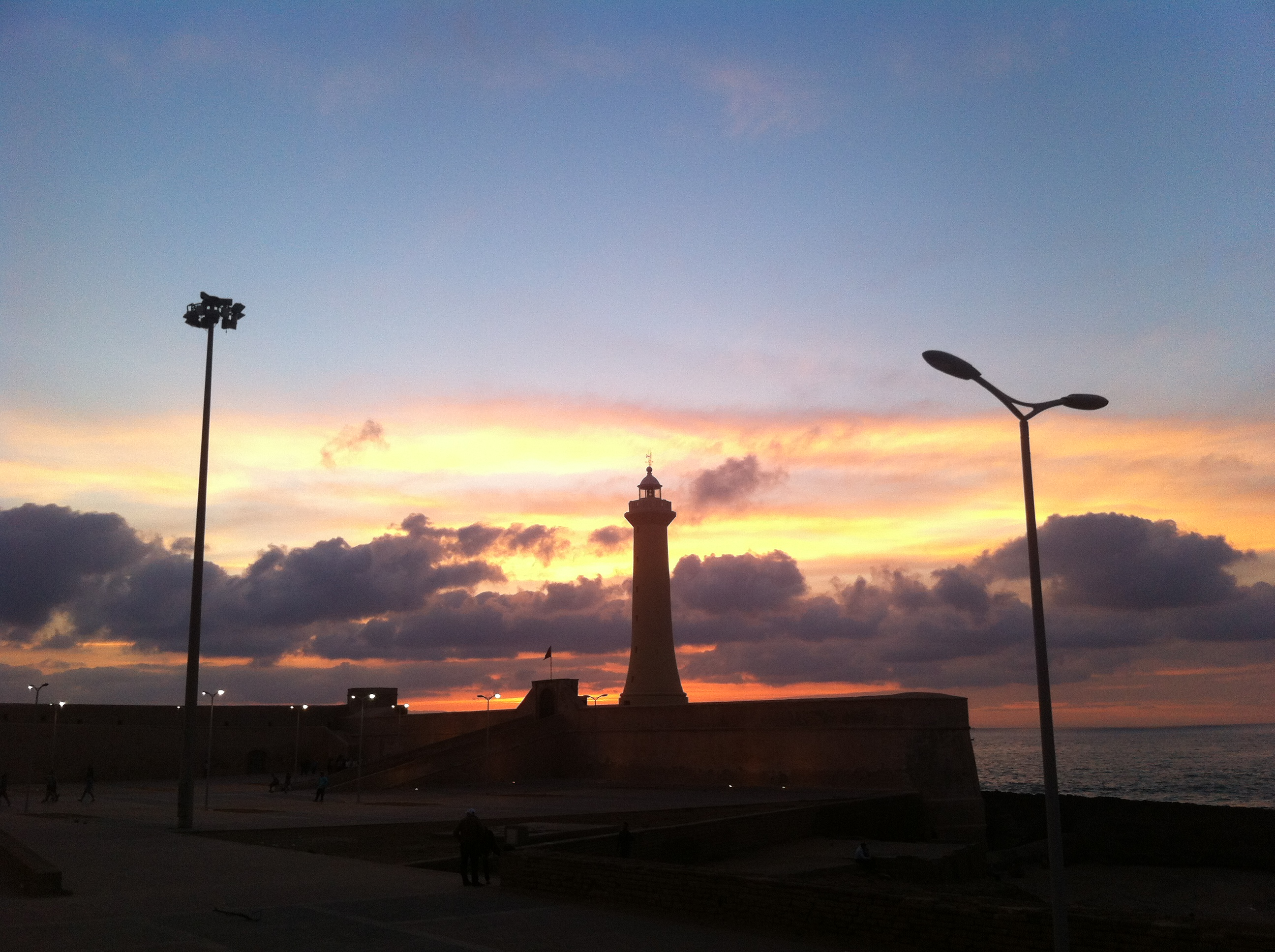
غروب الشمس بالقرب من برج الصراط
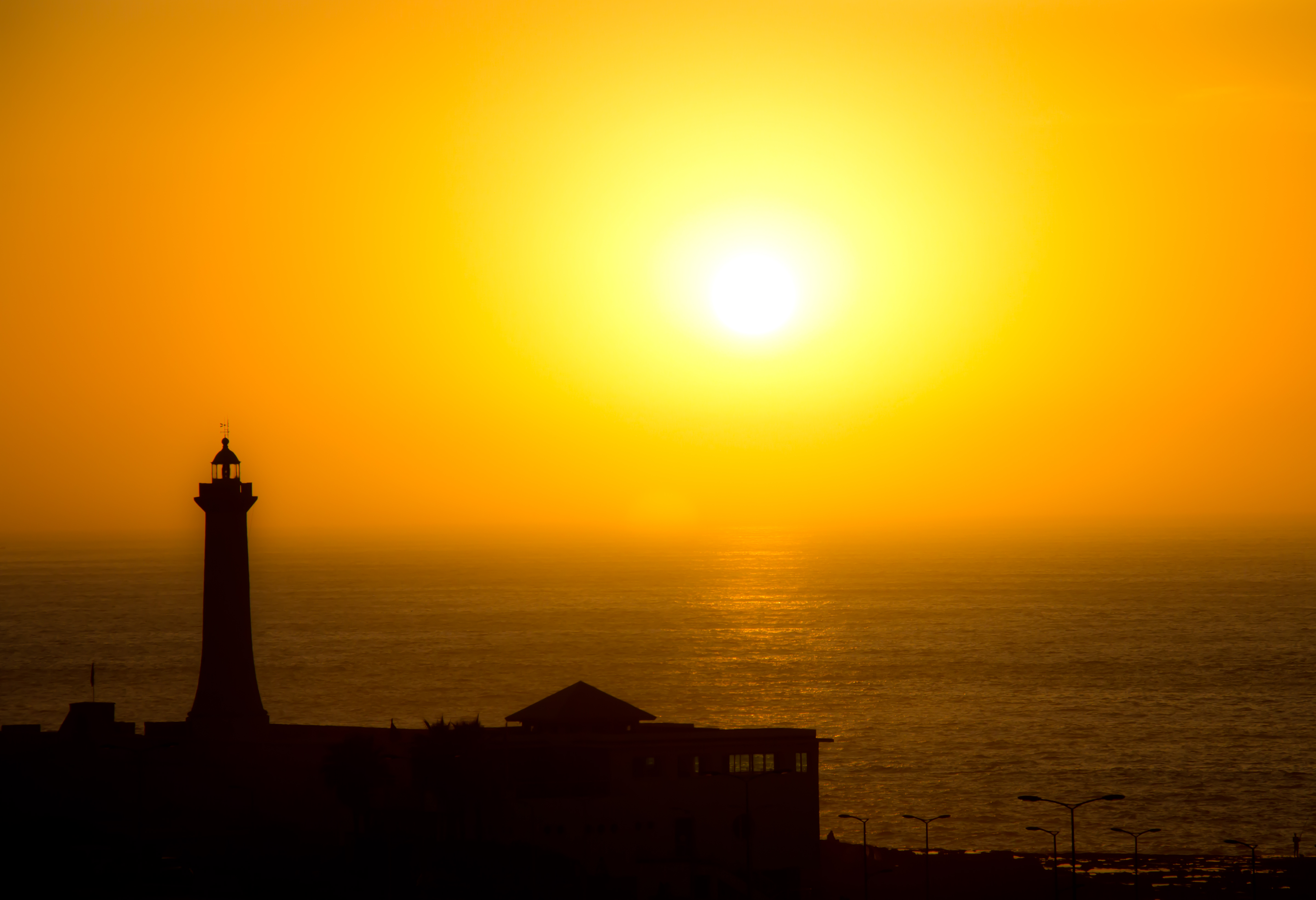
غروب الشمس قرب برج الصراط